# Saponificació

Saponificació d'un lípid.

La saponificació  és una reacció química entre un àcid gras (o un lípid saponificable, portador de residus d'àcids grassos) i una base o àlcali, on s'obté com a principal producte la sal d'aquest àcid, de l'esmentada base més el nombre de molècules d'aigua (H₂O) que corresponguin amb el nombre d'àcids grassos o lípids saponificables. Aquests compostos tenen la particularitat de ser amfipàtics, és a dir tenen una part polar amb propietats hidròfiles i una altra apolar (o no polar amb propietats hidròfobes), amb la qual cosa poden interaccionar amb substàncies de propietats diferents. Per exemple, els sabons són sals d'àcids grassos i metalls alcalins que s'obtenen mitjançant aquest procés.
El mètode de saponificació en l'aspecte industrial consisteix a bullir el greix en grans calderes, afegint lentament sosa càustica (NaOH), agitant-se contínuament la mescla fins que comença aquesta a posar-se pastosa.
La reacció que té lloc és la saponificació i els productes són el sabó i la glicerina:

## Lípids saponificables
Primer de tot hauria de dirimir entre un lípid saponificable i un insaponificable malgrat que els enllaços són molt similars hi ha una diferència entre als enllaços covalents dels seus elements.
Un  lípid saponificable  seria tot aquell que estigui compost per un alcohol unit a un o diversos àcids grassos (iguals o diferents). Aquesta unió es realitza mitjançant un enllaç èster, molt difícil d'hidrolitzar. Però es pot trencar fàcilment si el lípid es troba en un medi bàsic. En aquest cas es produeix la saponificació alcalina. En els casos en què per a l'obtenció del sabó s'utilitza un glicèric o greix neutre, s'obté com a subproducte l'alcohol anomenat glicerina, que pot donar més benefici econòmic que el producte principal.
En l'exemple de dalt una molècula d'un lípid és tractada amb dues d'hidròxid de potassi; s'obtenen dues molècules de palmitat de potassi (un sabó) i una de glicerina.
L'acció netejadora del sabó es deu al seu poder emulsionant, és a dir, la seva habilitat per suspendre en aigua substàncies que normalment no es dissolen en aigua pura. La cadena hidrocarbonada (part hidròfoba) de la sal (el sabó), té afinitat per substàncies no polars, com ara els greixos dels aliments. El grup carboxilat (part hidròfila) de la molècula té afinitat per l'aigua.
A la solució de sabó, els ions carboxilat envolten les gotes de greix: les seves parts no polars s'ubiquen (dissolen) cap a dins, mentre que els grups carboxilats s'ordenen sobre la superfície externa. Així, reduïdes a volums molt petits, les gotes poden associar-se amb les molècules d'aigua i es facilita la dispersió del greix. Aquestes petites gotes que contenen les partícules no polars envoltades d'anions carboxilat s'anomenen micel·la. És la presència d'aquests anions carboxilat la que fa que les superfícies de les micel·les estiguin carregades negativament i es repel·leixen entre si, impedint la coalescència i mantenint l'emulsió, és a dir la dispersió en gotes molt fines.